# 마톨라
마톨라(Matola)는 모잠비크 남부에 위치한 도시로, 인구는 675,422명(2007년 기준)이며 마푸투(모잠비크의 수도)에서 서쪽으로 12km 정도 떨어진 곳에 위치한다. 1998년부터 독자적인 시 정부를 구성하고 있기 때문에 마푸투주의 주도로 여겨진다.
크롬과 철 등 광물을 에스와티니와 남아프리카 공화국에 수출하는 항구가 있으며 비누와 시멘트 등 각종 제조업이 발달했다. 2002년 준공된 알루미늄 제련소는 모잠비크 국내총생산(GDP)의 2배 이상을 차지한다.

## 인구
| 연도 (인구조사연도) | 인구수    |
| ------------------- | --------- |
| 1997                | 424,662   |
| 2007                | 671,556   |
| 2017                | 1,032,197 |